# José Nadson Ferreira
José Nadson Ferreira (sinh ngày 18 tháng 10 năm 1984), thường gọi Nadson, là một hậu vệ bóng đá người Brasil. Anh thi đấu cho Krylia Sovetov Samara.

## Sự nghiệp

### Câu lạc bộ
Vào ngày 14 tháng 12 năm 2012, Genk thông báo sự gia hạn hợp đồng của Nadson đến tháng 6 năm 2015.
Vào ngày 31 tháng 8 năm 2013, Nadson gia nhập Krylia Sovetov Samara.

## Thống kê sự nghiệp

### Câu lạc bộ
Tính đến trận đấu diễn ra ngày 29 tháng 10 năm 2017
| Câu lạc bộ          | Mùa giải            | Giải vô địch                | Giải vô địch | Giải vô địch | Cúp Quốc gia | Cúp Quốc gia | Châu lục | Châu lục  | Khác    | Khác      | Tổng cộng | Tổng cộng |
| Câu lạc bộ          | Mùa giải            | Hạng đấu                    | Số trận      | Bàn thắng    | Số trận      | Bàn thắng    | Số trận  | Bàn thắng | Số trận | Bàn thắng | Số trận   | Bàn thắng |
| ------------------- | ------------------- | --------------------------- | ------------ | ------------ | ------------ | ------------ | -------- | --------- | ------- | --------- | --------- | --------- |
| Genk (mượn)         | 2010–11             | Belgian Pro League          | 13           | 0            | 0            | 0            | 0        | 0         | –       | –         | 13        | 0         |
| Genk                | 2011–12             | Belgian Pro League          | 33           | 1            | 2            | 0            | 9        | 0         | 1       | 0         | 45        | 1         |
| Genk                | 2011–12             | Belgian Pro League          | 18           | 0            | 3            | 0            | 9        | 0         | –       | –         | 30        | 0         |
| Genk                | Tổng cộng           | Tổng cộng                   | 51           | 1            | 5            | 0            | 18       | 0         | 1       | 0         | 75        | 1         |
| Krylia Sovetov      | 2013–14             | Giải bóng đá ngoại hạng Nga | 12           | 0            | 1            | 0            | -        | -         | 0       | 0         | 13        | 0         |
| Krylia Sovetov      | 2014–15             | Giải Quốc gia Nga           | 17           | 0            | 3            | 0            | -        | -         | -       | -         | 20        | 0         |
| Krylia Sovetov      | 2015–16             | Giải bóng đá ngoại hạng Nga | 25           | 0            | 2            | 0            | -        | -         | -       | -         | 27        | 0         |
| Krylia Sovetov      | 2016–17             | Giải bóng đá ngoại hạng Nga | 28           | 0            | 2            | 0            | -        | -         | -       | -         | 30        | 0         |
| Krylia Sovetov      | 2017–18             | Giải Quốc gia Nga           | 9            | 0            | 2            | 0            | -        | -         | -       | -         | 11        | 0         |
| Krylia Sovetov      | Tổng cộng           | Tổng cộng                   | 91           | 0            | 10           | 0            | -        | -         | -       | -         | 101       | 0         |
| Tổng cộng sự nghiệp | Tổng cộng sự nghiệp | Tổng cộng sự nghiệp         | 155          | 1            | 15           | 0            | 18       | 0         | 1       | 0         | 189       | 1         |

## Danh hiệu
Sheriff Tiraspol
- Giải bóng đá hạng nhất quốc gia Moldova: 2006–07, 2007–08
- Cúp bóng đá Moldova: 2007–08
- Siêu cúp bóng đá Moldova: 2007
- Commonwealth of Independent States Cup: 2009

Genk
- Belgian Pro League: 2010–11
- Cúp bóng đá Bỉ: 2012–13